# Liste von Unfällen auf Bohr- und Förderplattformen

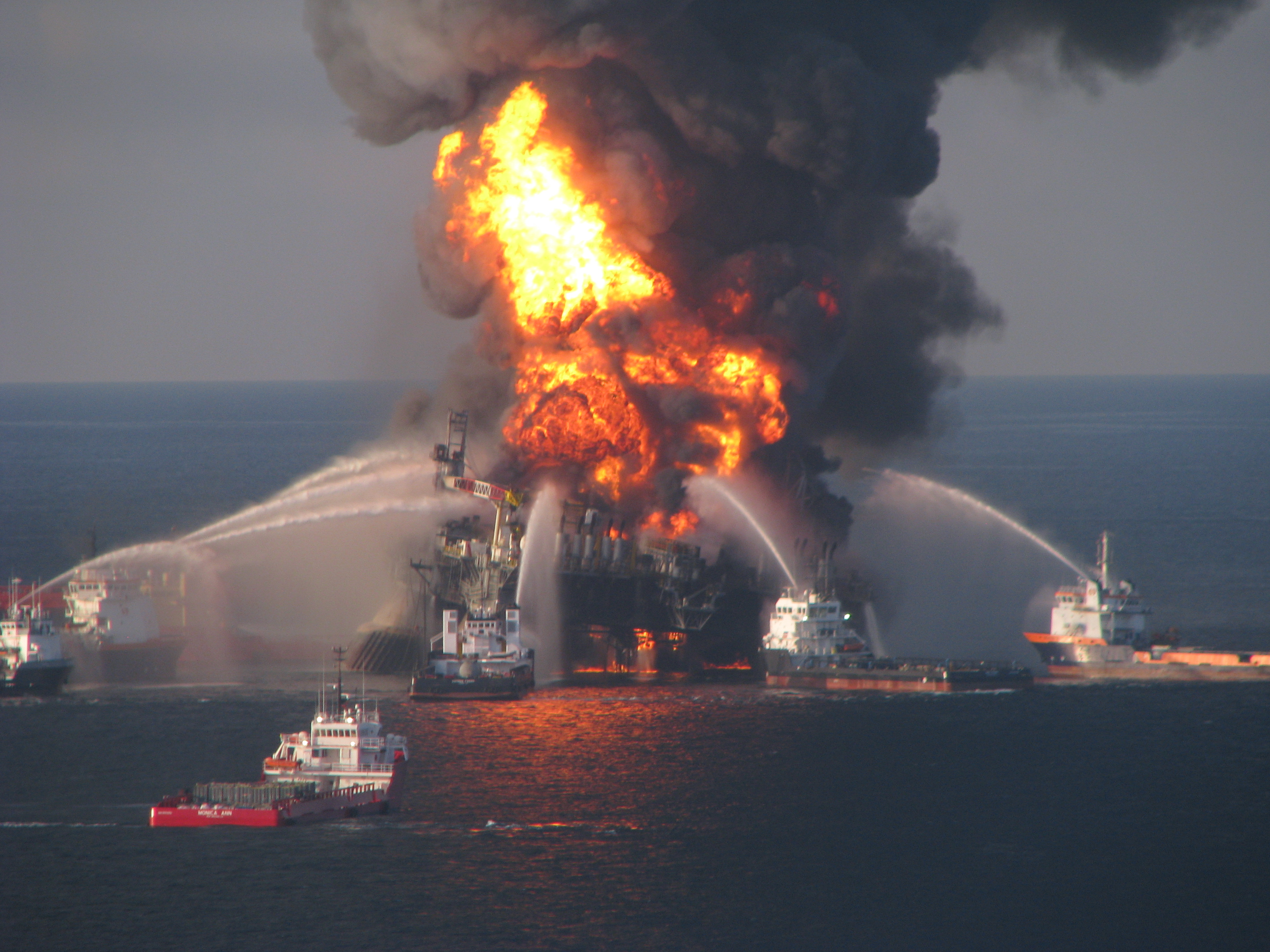
Unglück der Deepwater Horizon (2010)

Die Liste von Unfällen auf Bohr- und Förderplattformen umfasst schwere Unglücke und Totalverluste von Bohrplattform und Förderplattformen aufgrund von Blowouts, Explosionen, Bränden, Kollisionen, Monsterwellen oder anderen Ursachen.

## Liste
| Datum             | Ereignis / Plattform           | Betreiber                       | Ort                            | Tote | Kommentar |
| ----------------- | ------------------------------ | ------------------------------- | ------------------------------ | ---- | --- |
| 27. Dezember 1965 | Sea Gem                        |                                 |                                | 13   | [ 1 ] |
| 28. Januar 1969   | Plattform A                    | Unocal                          | Pazifik                        | 0    | Ölleck |
| 22. April 1977    | Ekofisk Bravo                  | ConocoPhillips                  | Nordsee                        | 0    | Blowout |
| 3. Juni 1979      | Ixtoc I                        | PEMEX                           | Golf von Mexiko                | 0    | Blowout |
| 25. November 1979 | Bohai 2                        |                                 | Golf von Bohai                 | 72   | Untergang bei einer Verlegung. |
| 27. März 1980     | Alexander L. Kielland          | Phillips 66                     | Nordsee                        | 123  | Halbtaucherbohrinsel, gekentert |
| 17. Januar 1980   | Sea Quest                      | Sedco                           | Golf von Guinea                |      | Blowout, Brand, versenkt. |
| 15. Juni 1980     | Bohai 3                        |                                 |                                | 70   | [ 6 ] |
| 20. November 1980 | Lake Peigneur                  | Texaco                          | Louisiana                      | 0    | Verlust des Seewassers nach Anbohren eines Salzstocks |
| 15. Februar 1982  | Ocean Ranger                   | ExxonMobil (MOCAN)              | Nordwest-Atlantik              | 84   | Gesunken aufgrund einer Monsterwelle. Keine Überlebenden. |
| 10. Februar 1983  | Nowruz-Ölfeld                  |                                 | Persischer Golf                |      | Tankerunglück, irakischer Beschuss |
| 16. August 1984   | Enchova                        |                                 | Atlantik, vor Rio de Janeiro   | 42   | Gasexplosion. |
| 24. April 1988    | Enchova                        | Petrobras                       |                                |      | Feuer, das 31 Tage lang brannte. |
| 6. Juli 1988      | Piper Alpha                    | Occidental Petroleum            | Nordsee                        | 167  | Brand. 61 Überlebende. |
| 7. September 1988 |                                | Total                           | Gewässer vor Borneo            | 4    | Explosion, Sinken der Plattform. |
| 20. November 1990 | Erdgasleck in der Nordsee      | ExxonMobil                      | Nordsee                        | 0    | Erdgasleck. Seitdem treten dort an mehreren Stellen große Mengen Erdgas aus, welches vorwiegend aus Methan besteht. Die Menge wird auf 1000 Liter pro Sekunde geschätzt. |
| 21. Januar 1991   | Ölpest am Persischen Golf 1991 |                                 | Persischer Golf                |      | mutwillig durch irakische Armee (Zweiter Golfkrieg) |
| 23. August 1991   | Sleipner A                     |                                 | Nordsee                        |      | Eine Plattform auf dem Gasfeld Sleipner brach bei der Testbelastung und sank.                                                                                            |
| 25. März 1993     |                                |                                 | Maracaibo-See, Venezuela       | 20   | Explosion. |
| 18. Januar 1995   |                                |                                 | Küste vor Nigeria              | 10   | Explosion. |
| 17. August 1997   |                                |                                 | Küste vor Südborneo            | 0    | Gas setzte die Plattform in Brand. |
| 15. März 2001     | Ölplattform P-36               |                                 | Atlantikküste Brasiliens       | 11   | Explosionen, Plattform sank letztlich. |
| 27. Juli 2005     | Mumbai High North              | Oil and Natural Gas Corporation | Indischer Ozean                | 22   | Durch eine Kollision mit einem Versorgungsschiff kam es zum Brand. |
| 23. Oktober 2007  | Usumacinta und Kab 101         | PEMEX                           | Golf von Mexiko                | 21   | Zusammenstoß von zwei Plattformen, Brand |
| 21. August 2009   | Förderplattform Montara        | PTT Public Company              | Indischer Ozean                |      | Brand |
| 13. Mai 2010      | Aban Pearl                     | PDVSA                           | Karibisches Meer               | 0    | gesunken |
| 20. April 2010    | Deepwater Horizon              | BP                              | Golf von Mexiko                | 11   | Blowout, gesunken. Der Vorfall führte zur Ölpest im Golf von Mexiko 2010.                                                                                                |
| 16. Juni 2010     |                                | Geisum Oil                      | Rotes Meer, bei Jebel al-Zayt  |      | Ölleck |
| 2. September 2010 | Vermilion Oilrig 380           | Mariner Energy                  | Golf von Mexiko                | 0    | Explosion |
| 18. Dezember 2011 | Hubinsel Kolskaya              | Arktikmorneftegasraswedka       | Ochotskisches Meer             | 53   | in Unwetter gekentert |
| 25. März 2012     | Elgin Wellhead Platform        | Total                           | Nordsee                        | 0    | Blowout, Gasleck. |
| 1. April 2015     | Abkatun Permanente             | PEMEX                           | Golf von Mexiko                |      | Brand. |
| 4. Dezember 2015  | Plattform Nr. 10               |                                 | Gunashli Ölfeld, Aserbaidschan | 10   | Explosionen |
| 30. Dezember 2015 | COSL Innovator                 | Statoil                         | Nordsee                        | 1    | eine große Welle traf die unteren Decks. |

## Unglücke mit Bohrschiffen
| Datum            | Ereignis / Plattform | Betreiber | Ort | Tote | Kommentar             |
| ---------------- | -------------------- | --------- | --- | ---- | --------------------- |
| 30. Juni 1964    | C. P. Baker          |           |     | 21   | [ 2 ]                 |
| 25. Oktober 1983 | Glomar Java Sea      |           |     | 81   | Bohrschiff            |
| 3. November 1989 | Seacrest             |           |     | 91   | Bohrschiff, gekentert |